# Lijndenia
Lijndenia là chi thực vật có hoa trong họ Mua.